# Consonne affriquée palatale sourde
La consonne affriquée palatale sourde est un son consonantique très fréquent dans de nombreuses langues parlées. Son symbole dans l'alphabet phonétique international est [c͡ç], représentant un [c] et un [ç] liés.
Selon les langues, sa phonation sourde, initialement occlusive, peut être relâchée de façon simplement égressive [c͡ç], aspirée [c͡çʰ], éjective [c͡çʼ], etc.

## Caractéristiques
Voici les caractéristiques de la consonne affriquée palatale sourde :
- Son mode d'articulation est affriqué, ce qui signifie qu’elle est produite en empêchant d'abord l'air de passer, puis le relâchant à travers une voie étroite, causant de la turbulence.
- Son point d'articulation est palatal, ce qui signifie qu'elle est articulée au niveau du palais dur, avec une langue convexe et renflée en forme de dôme.
- Sa phonation est sourde, ce qui signifie qu'elle est produite sans la vibration des cordes vocales aussi bien lors de l'occlusion initiale que lors du relâchement final.
- C'est une consonne orale, ce qui signifie que l'air ne s’échappe que par la bouche.
- C'est une consonne centrale, ce qui signifie qu’elle est produite en laissant l'air passer au-dessus du milieu de la langue, plutôt que par les côtés.
- Son mécanisme de courant d'air est égressif pulmonaire, ce qui signifie qu'elle est articulée en poussant l'air par les poumons et à travers le chenal vocatoire, plutôt que par la glotte ou la bouche.

## Symboles de l'API
Son symbole complet dans l'alphabet phonétique international est c͡ç, représentant un c minuscule dans l'alphabet latin, suivi d'un ç (« c cédille ») minuscule, reliés par un tirant. Le tirant est souvent omis quand cela ne crée pas d'ambiguïté.
Une alternative non officielle est de mettre le c cédille en exposant, pour indiquer le relâchement fricatif de l'affriquée,. Enfin, l'API admettait anciennement une ligature spéciale pour cette affriquée, mais elle n'est plus officielle. 
| c͡ç               | c͜ç                                   | cç                            |
| Symbole complet. | Symbole complet (forme alternative). | Forme simplifiée sans tirant. |

| cᶜ̧                   |
| Forme avec exposant. |

## En français
Le français ne possède pas ce son.